# Zultys Technologies
Zultys Technologies – amerykańskie przedsiębiorstwo informatyczne założone w 2001 r., z siedzibą w Sunnyvale w stanie Kalifornia. 
Zultys opracowuje i wytwarza produkty łączące telekomunikację i przesyłanie danych dla przedsiębiorstw – produkty te obsługują wiele języków i są oparte na otwartych standardach. Zultys sprzedaje swoje produkty na całym świecie i ma sieć dystrybucji w 115 krajach.